# Seamus Davey-Fitzpatrick
Seamus Liam Davey-Fitzpatrick  (Nueva York, 29 de diciembre de 1998) es un actor estadounidense. Se hizo famoso tras participar en su primera película de terror titulada La Profecía en el 2006, interpretando al Anticristo, Damien Thorn, que fue reeditada de la versión original de 1976 interpretada este mismo personaje por Harvey Stephens.

## Biografía
Davey-Fitzpatrick nació en la ciudad de Nueva York y se trasladó con su familia a East Stroudsburg en Pennsylvania, donde actulamnete reside. Tiene además ascendencia irlandesa. Su padre es el actor James Hugh Fitzpatrick y su madre es la actriz y modelo Marty Davey. Comenzó por participar en anuncios publicitarios para las cadenas  Marriott y Flintstone vitamins, aún más pequeño y brevemente como actor ocasional, participó en un episodio de la serie de televisión titulada "Sex and the City".

## Carrera
Durante el rodaje de The Omen de 2006, a Davey-Fitzpatrick jamás se le dijo que su personaje era interpretar al Anticristo, el hijo del diablo. Aunque la actriz Julia Stiles, comentó que los realizadores pensaron "que era demasiado joven para hacerlo". 
Davey-Fitzpatrick actuó recientemente junto con sus padres, en un cortometraje titulado  "The Lottery", una adaptación de once minutos de relato corto de Shirley Jackson. Más adelante trabajó con Robert De Niro en  película titulada Todos están bien, que fue estrenada en 2009. Debutó también como actor en varias series de televisión como Law and Order, Sex and the City, Damages, The Black Donnellys y Person of Interest. A sus 14 años de edad, interpretó al hijo de Jesse (interpretado por Ethan Hawke), en la película titulada Before Midnight (2013).

## Filmografía
| Año  | Película         | Personaje                 | Notas |
| ---- | ---------------- | ------------------------- | ----- |
| 2006 | The Omen         | Damien                    |       |
| 2009 | Everybody's Fine | Young Robert              |       |
| 2012 | Moonrise Kingdom | Roosevelt                 |       |
| 2013 | Before Midnight  | Hank                      |       |
| 2013 | Northern Borders | Austin Kitteridge III     |       |
| 2013 | Wish You Well    | Diamond                   |       |
| 2015 | Pawn Sacrifice   | Bobby Fischer adolescente |       |